# SilverRock Resort
De SilverRock Resort is een resort in de Verenigde Staten. Het resort werd opgericht in 2005 en bevindt zich in La Quinta, Californië. Het resort beschikt over een 18-holes golfbaan met een par van 72.

## Golftoernooien
Voor de heren is de lengte van de golfbaan 6088 m met een par van 72. De course rating is 72,0 en de slope rating is 130.
- Bob Hope Classic: 2008-2011